# Eleutherornithidae
Gli Eleuterornitidi (Eleutherornithidae Wetmore, 1951) sono una famiglia di uccelli, fossili dell'Eocene e dell'Oligocene dell'Europa.
Vagamente simili a piccoli struzzi, questi animali sono spesso considerati strettamente imparentati con questi ultimi, ma in realtà gli scarsi resti fossili rendono particolarmente difficile una classificazione precisa. Si conoscono due generi monospecifici: Eleutherornis helveticus, dell'Eocene medio della Svizzera, e Proceriavis martini, dell'Oligocene inferiore dell'Inghilterra.